# جاستن ويلبي
جاستن بورتال ويلبي (بالإنجليزية: Justin Welby)‏ (ولد في 6 يناير 1956) هو رئيس أساقفة كانتربيري رقم 105 وأكبر أسقف في كنيسة إنجلترا.

## روابط خارجية
- جاستن ويلبي على موقع الموسوعة البريطانية (الإنجليزية)
- جاستن ويلبي على موقع مونزينجر (الألمانية)
- جاستن ويلبي على موقع ميوزك برينز (الإنجليزية)